# Ploma d'ànec

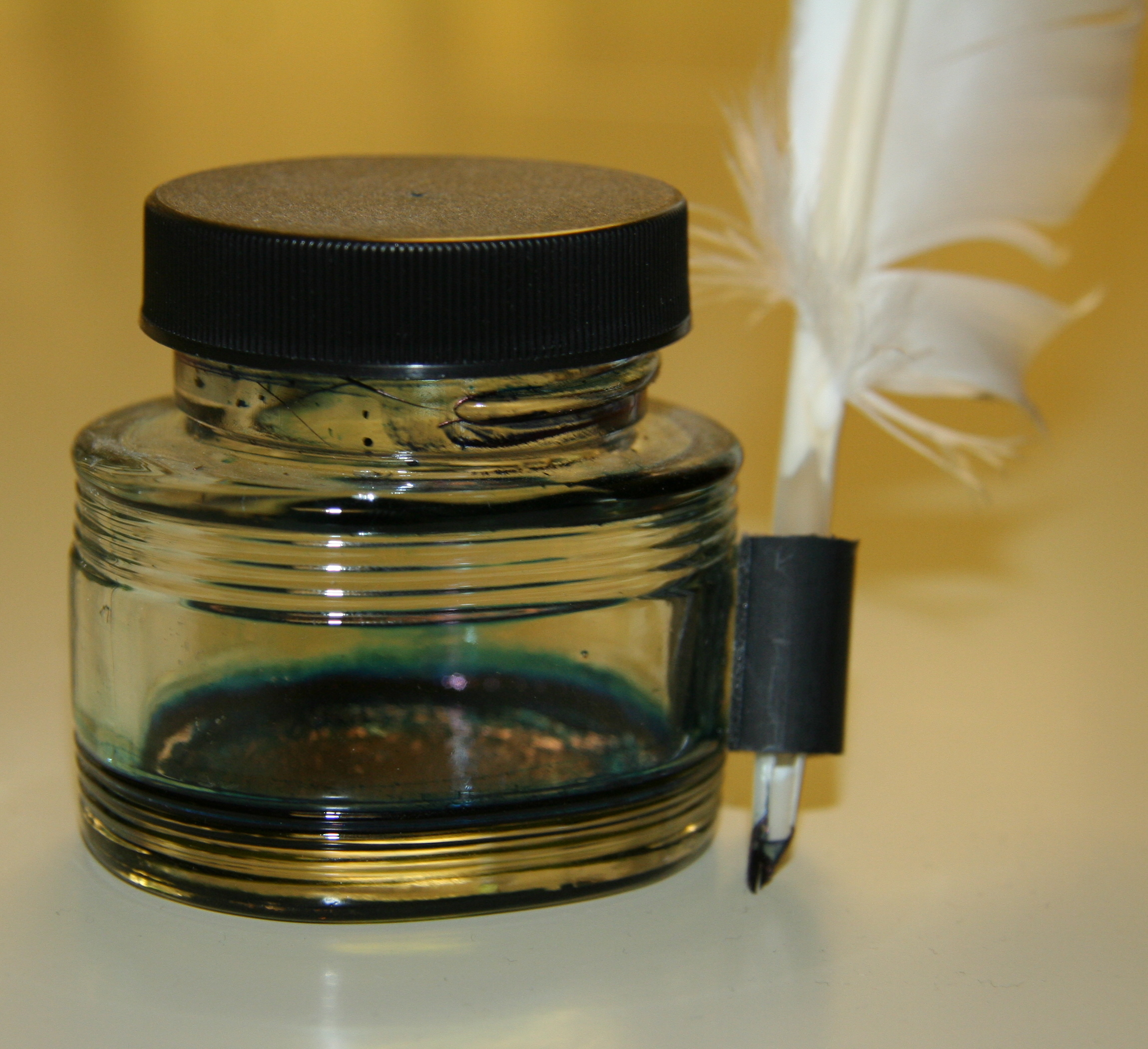
Tinter amb Ploma d'ànec

Una ploma d'ànec o simplement ploma, és un instrument d'escriptura fet amb una ploma (preferiblement una ploma d'ala d'ànec). Les plomes es feien servir per escriure amb tinta fins al segle xix abans de la invenció de la ploma, la ploma estilogràfica i, finalment, el bolígraf.
Les plomes d'ànec tallades a mà rares vegades encara es fan servir com a instrument de cal·ligrafia, sobretot perquè molts tipus de paper deriven de pasta de cel·lulosa i desgasten molt ràpidament la ploma, però encara és l'eina d'elecció per un grup selecte de calígrafs. Traça una línia fina, i té més flexibilitat que la ploma metàl·lica. La tija buida de la ploma (calamus, càlam) actua com un dipòsit i la tinta flueix cap a la punta per capil·laritat.

## Història

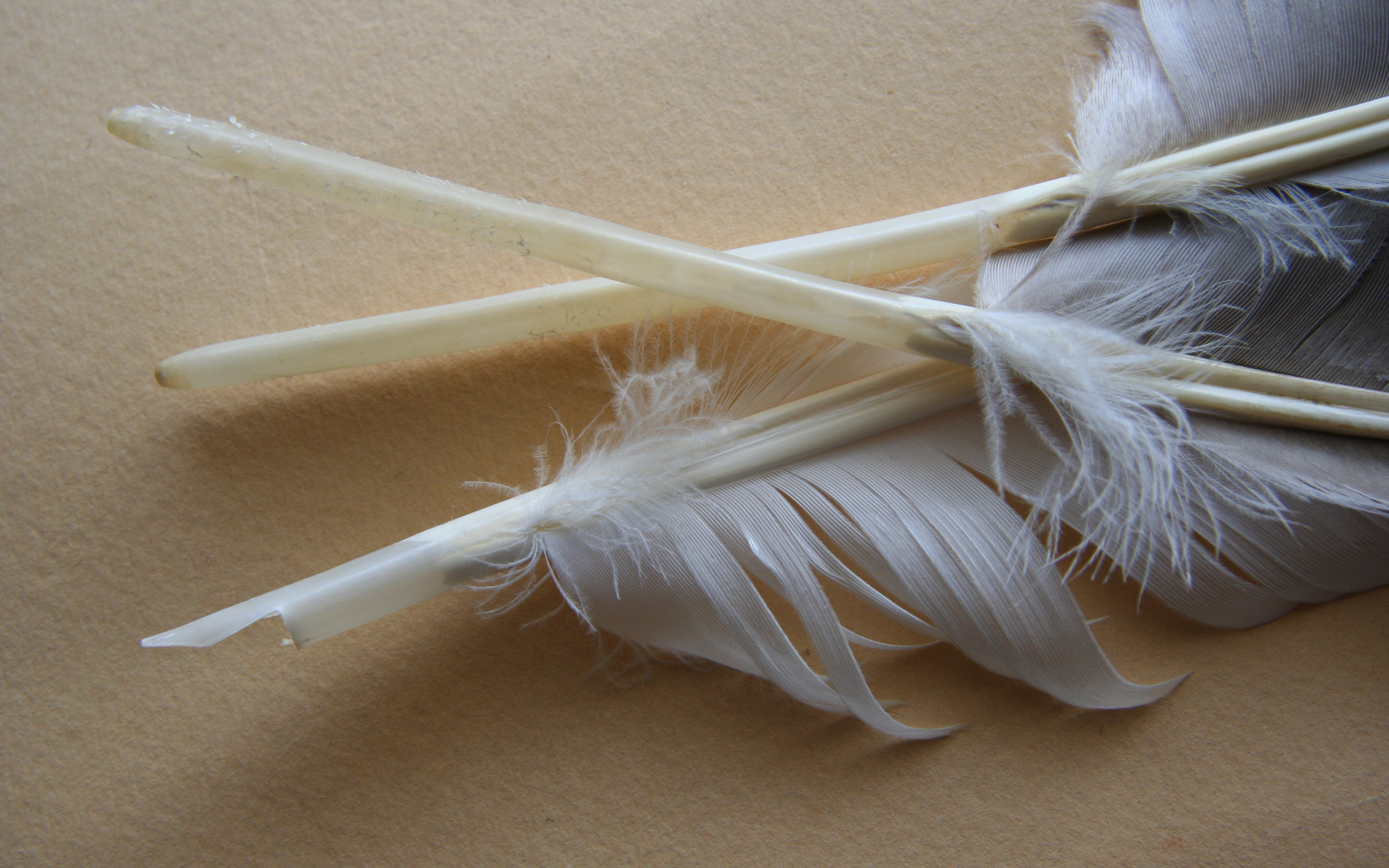
Passos de les Plomes d'ànec per a ser convertides en plomes d'escriptura

Les plomes van ser el principal instrument d'escriptura des del segle vi fins al segle xix. Les millors es feien amb plomes d'ànec o de cigne, i més tard, amb plomes de galls dindis, tot i així, les plomes van començar un declivi després de la invenció de la ploma de metall, primer patentades als Estats Units el 1810 i produïdes en massa des del 1860.
D'acord amb la Suprema Cort de Societat Històrica, vint plomes d'oca, perfectament creuades, es col·loquen en les quatre taules del consell cada dia per la Cort Suprema dels Estats Units quan comença la sessió; «[la] majoria d'advocats es presenten davant la Cort Suprema només una vegada, i s'enduen les plomes del consell a casa com un souvenir.» Això ha passat des de les primeres sessions del Tribunal Suprem.

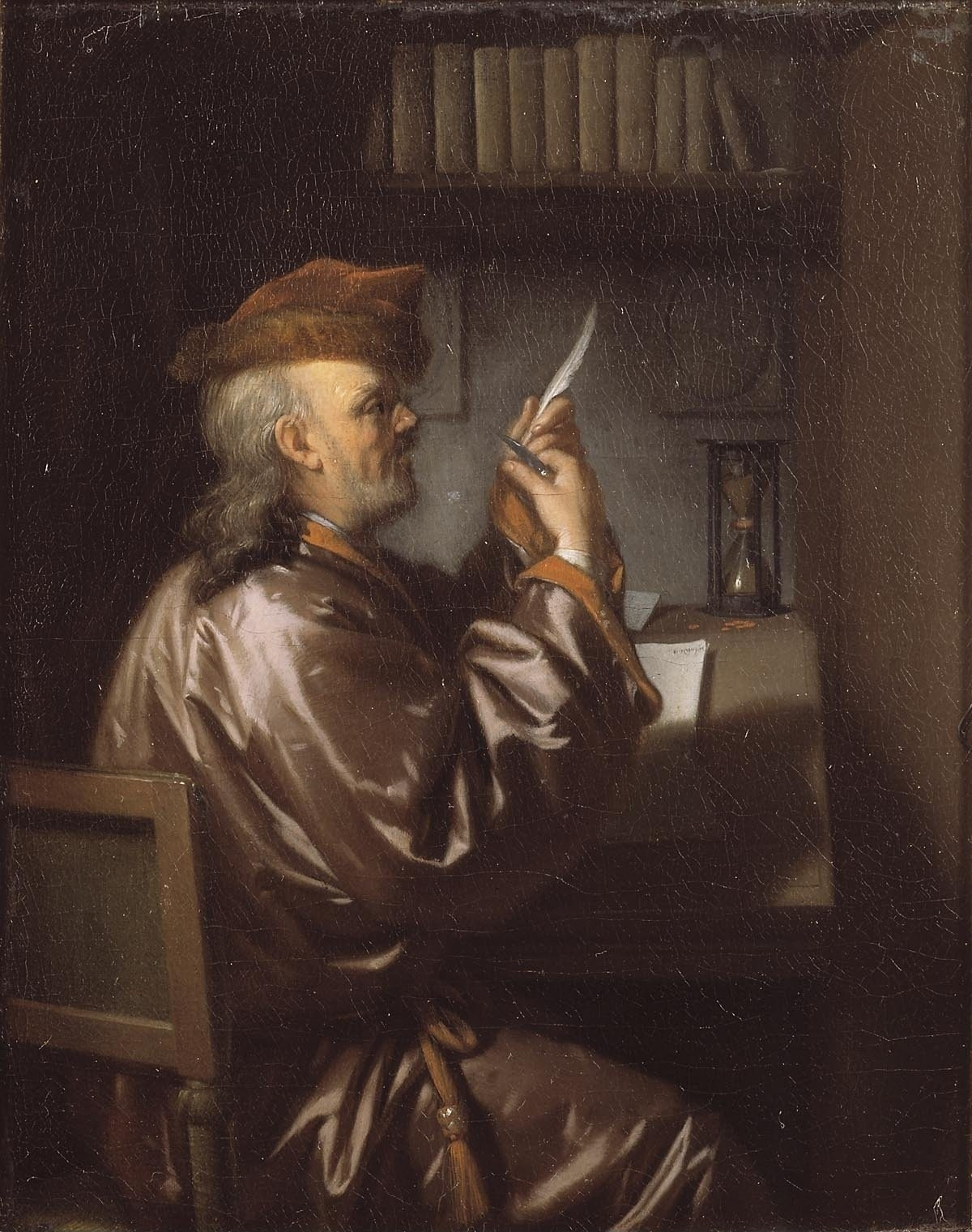
Afilant a una ploma

## Tipus
Les plomes més resistents i fortes s'obtenen de les plomes primàries rebutjades per les aus durant la muda anual. Generalment l'ala esquerra és preferida per la majoria dels escriptors destres pel fet que la Ploma està corbada cap a l'esquerra, lluny de la mà que sosté la ploma.
Les plomes d'ànec són les més utilitzades, les més escasses i, més costoses plomes de cigne són considerades d'òptima qualitat. Depenent de la disponibilitat i la força de la ploma, així com les qualitats del traç desitjades per l'escriptor. Entre les plomes de cal·ligrafia hi ha, les plomes de cigne, oca, corb, àguila, mussols o òlibes, falcó, i gall dindi. La barba de la ploma sempre es despulla de manera parcial o total, ja que en la pràctica molesta. La ploma de luxe, totalment emplomallada és sobretot una invenció de Hollywood, ja que té poca base en la realitat. La majoria —si no la totalitat— de les il·lustracions de manuscrits atribuïbles als escrivans representen plomes sense gaire barbes ornamentals.
Les plomes són anomenades en l'ordre en què són fixades a les ales, les primeres són les preferides pel cal·lígraf expert, les plomes de segon i tercer nivell són també molt satisfactòries. Cap altra ploma a l'ala de l'au és més adequada per l'escriba professional.

## Evolució

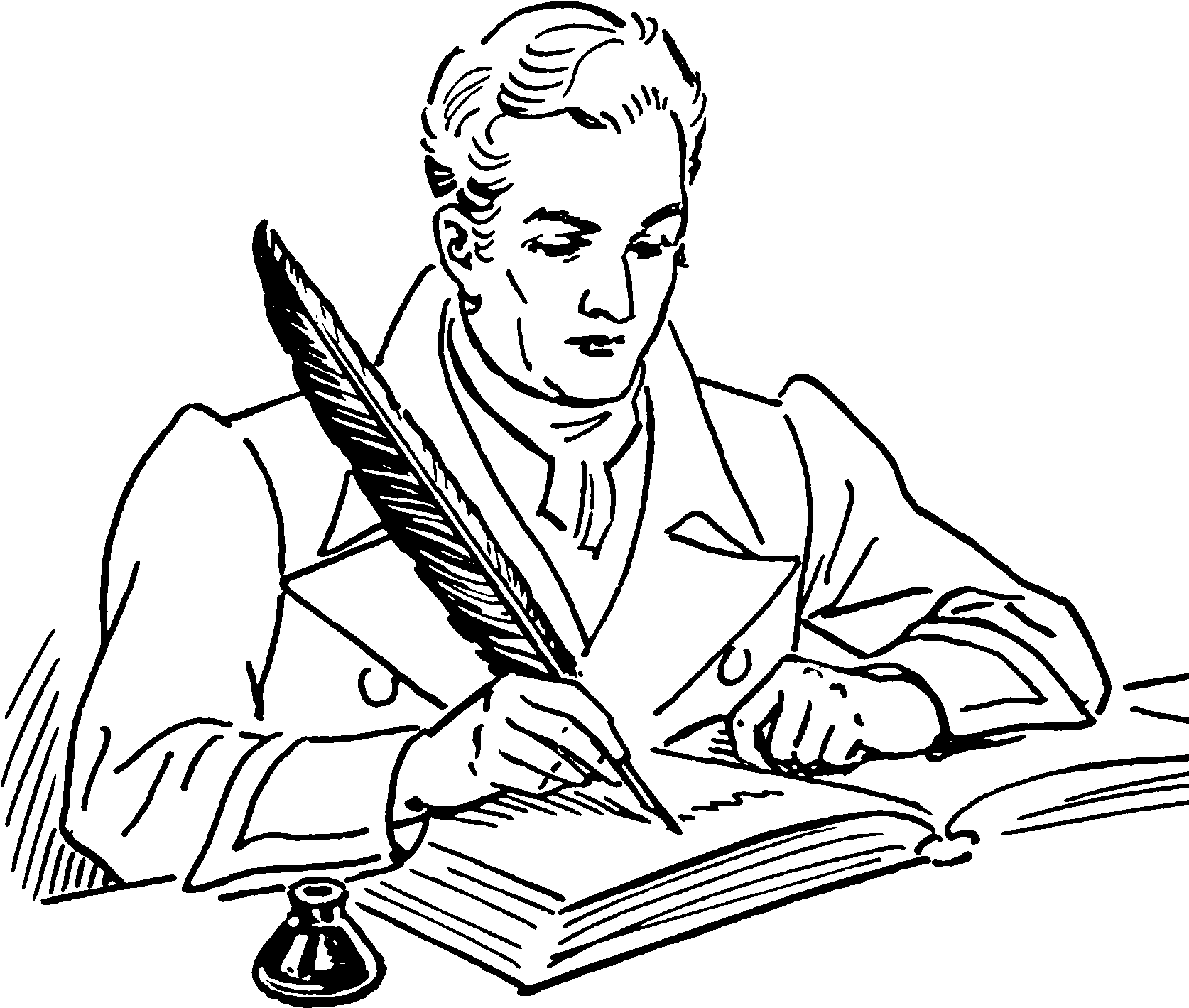
Representació artística de la Ploma

La duresa de la ploma d'ànec (feia que s'emprés com plectre d'instruments musica) però al final va ser substituïda cap al 1820, pel plomí metàl·lic (lliure de manteniment),
Un tallaplomes va ser l'eina principal que es solia fer servir per a tallar i afilar les plomes. Seguint el declivi des del 1820, a partir de la introducció del plomí metàl·lic, els tallaplomes encara es van produir però en forma de ganivets d'escriptori o ganivets plegables. Hi ha una petita però significant diferència entre els tallaplomes i els ganivets d'escriptori, en què el tallaplomes original tenia una fulla que era plana per un costat i convexa per l'altre, el que facilita el procés amb les retallades necessàries per donar forma a una ploma.
El ganivet d'escriptori per contra ha tingut sempre ambdues cares planes. Aquesta diferència no és reconeguda pels moderns comerciants, distribuïdors o col·leccionistes que defineixen un tallaplomes com un ganivet petit amb una o diverses fulles fixes o abatibles, inclosos elements com ara ganivets ornamentals.

### Trempaplomes catalans
Segons una obra especialitzada de l'any 1820, els millors trempaplomes eren de fabricació anglesa, mentre que els fabricats a Catalunya eren comparables als anglesos. Els tallaplomes francesos, alemanys o fets a Madrid eren de qualitat inferior.